# Мухоморові
Мухомо́рові, або Амані́тові (Amanitaceae) — родина грибів порядку агарикальні (Agaricales).
Деякі дослідники відносили роди мухоморових до родини Плютеєвих (Pluteaceae), інші (С. П. Вассер) об'єднують родини Мухоморових і Плютеєвих в порядок Аманітальні (Amanitales). За сучасною номенклатурою обидві родини належать до порядку Агарикальних.

## Морфологія
Плодові тіла шапинкові, центральні, тип розвитку — геміангіокарпний, бівелангіокарпний або пілеокарпний.
Шапка м'ясиста, іноді тонком'ясиста, до неї часто пристають різного виду плівки або пластівці, що залишилися від загального покривала.
М'якуш м'ясистий, іноді тонкий, білий або білуватий, на зрізі зазвичай не змінюється, але є види з м'якушем, що забарвлюється (мухомор червоніючий), смак слабко виражений, запах відсутній або специфічний.
Гіменофор пластинчастий, пластинки майже завжди білі, вільні або слабко прирослі, іноді з коларіумом.
Ніжка циліндрична, висока, внизу з потовщенням, часто з бульбоподібною підставою, щільна або порожня, підстава може бути прикрита піхвою, в середній або верхній частині на ніжці є кільце (це характерно не для всіх представників), що іноді зникає з ростом гриба.
Залишки покривал: піхва різних типів — плівчаста, добре розвинена, або у вигляді крихких прирослих кілець, може зникати з віком, рідше зовсім відсутня; кільце плівчасте, зберігається або зникає з віком, у деяких представників (підрід Поплавок) відсутнє. На шапинці може бути слизове покривало (у рода Лімацела).
Спори білі, округлої або еліптичної форми, іноді циліндричні, амілоїдні або неамілоїдні, не ціанофільні, гладкі або злегка шорсткі, без пори проростання, з двома ядрами.
Трама пластинок білатерального типу, рідше неправильного або інверсного (у зрілих плодових тіл роду Limacella). Трама м'якушу шапинок мономітична, гіфи неамілоїдні.
Базидії чотириспорові, рідше двоспорові, булавоподібні, цистиди в гіменії відсутні.

## Екологія
Майже всі аманітові утворюють мікоризу з деревами, за винятком окремих видів роду Limacella. Ростуть у хвойних і листяних лісах, деревних насадженнях (іноді й у степовій зоні), рідше у відкритих степах.
Поширені на всіх континентах, окрім Антарктиди, більшість видів голарктичні.

## Практичне значення
До родини належать такі небезпечні смертельно отруйні гриби, як бліда поганка, весняна поганка і мухомор смердючий, є неїстівні і їстівні види, деякі з них дуже високо цінуються (мухомор цезарів).